# Jardim Zoológico de Boras

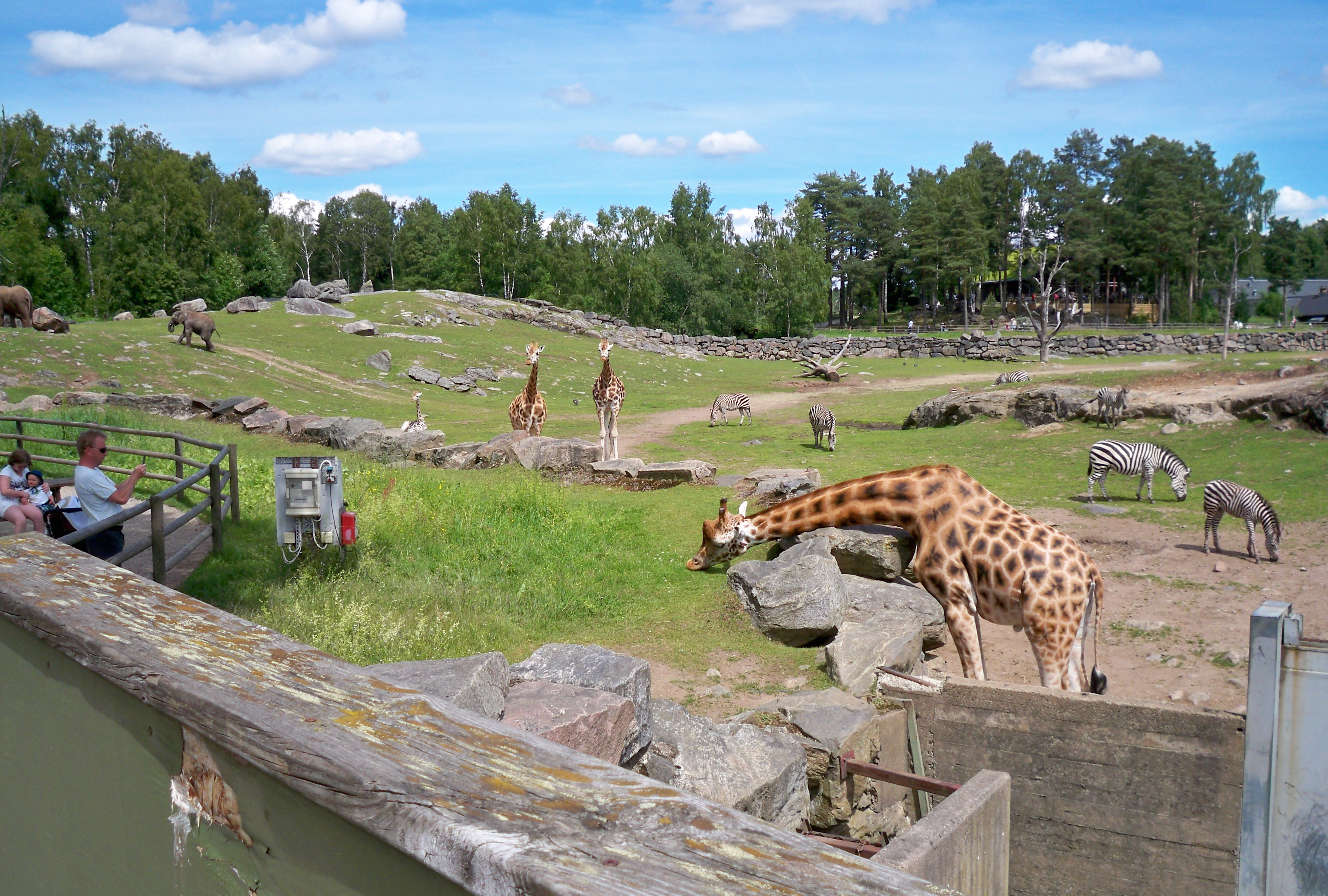
Savana no Jardim Zoológico de Borås

O Jardim Zoológico de Boras ou Boros (em sueco: Borås djurpark) está próximo à zona comercial de Knalleland, em Boras. Fundado em 1962 por Sigvard Berggren, tem hoje 500 animais de 80 espécies. Chamado "Primeira África da Suécia", aposta por diferentes espécies nos mesmos recintos, bem como tem tentado diminuir o número de grades entre visitantes e animais, com desníveis do terreno e de lagos artificiais. Especialmente visitada é a Savana com animais africanos.